# Buksø
Buksø, Bøgsø (dansk) eller Bocksee  (tysk) er en indlandsø i det centrale Sydslesvig i den nordtyske delstat Slesvig-Holsten. Søen er beliggende nord for landsbyen Lyrskov og umiddelbart sydvest for Isted Skov, historisk beliggende i Slesvig landsogn (Strukstrup Herred). Den lille sø har afløb via Buksøbæk (Bøgsøbæk, ty. Bockseebach) i Arnskov Sø. Lidt syd for Buksø ligger Rørsø (ty. Reethsee), mellem de to søer strækker sig den østlige Hærvej mod nord.
Søen er første gang nævnt 1709. På dansk findes både varianten Buksø og Bøgsø. Forleddet er antagelig dyrebetegnelsen buk, måske brugt som persontilnavn, og næppe bøg (glda. bōk).